# أحمد النصار
أحمد محمد أحمد حسن النصار من مواليد دولة الكويت في عام 1949 ، نائب سابق، شارك لأول مرة في انتخابات مجلس الأمة الكويتي عن الدائرة الثالثة القبلة عام 1992 وفاز بالانتخابات، كما شارك بانتخابات مجلس الامة الكويتي عام 1996 وفاز بالانتخابات، واصبح مقرر لجنة الشؤون المالية والاقتصادية بمجلس الأمة ، وعضو لجنة حقوق الإنسان بمجلس الأمة، حاصل على الليسانس - تخصص اقتصاد - من كلية التجارة في جامعة الكويت، عمل سابقا مدير عام جمعية الشامية والشويخ التعاونية 1992 ، كما كان عضوا بالمجلس البلدي 1984.